# I fiori della piccola Ida
I fiori della piccol Ida (Den lille Idas Blomster) è una fiaba scritta da Hans Christian Andersen nel 1835.
È una delle fiabe meno conosciute di Andersen. 

## Trama
Il racconto parla di una bambina che ama raccogliere i fiori e si apre con la piccola Ida triste perché i fiori raccolti il giorno prima erano tutti appassiti.